# Annoncen-Expedition
Annoncen-Expeditionen vermittelten im 19. und in der ersten Hälfte des 20. Jahrhunderts zwischen Zeitungen und Werbetreibenden die Schaltung von Annoncen.
Nach Aufhebung des Insertionszwangs in Preußen zum 1. Januar 1847 durften Anzeigenwerbung und Inserate nicht nur in Intelligenzblättern, sondern auch in Tageszeitungen veröffentlicht werden. Allgemeine Anzeiger breiteten sich als Werbeträger schnell aus.

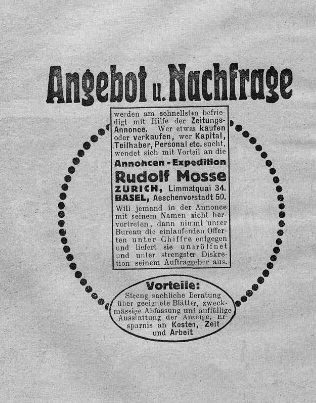
1914, Annoncen-Expedition

1855 wurde in Altona mit der Insertionsagentur Haasenstein die erste deutsche Annoncen-Expedition gegründet. Vor allem im anglo-amerikanischen Raum, aber auch in Frankreich waren schon früher ähnliche Unternehmen entstanden. Haasenstein sammelte Inserate werbetreibender Kunden, verkaufte diese an Zeitungen und kassierte dafür eine Provision.
Auch in Frankfurt am Main (G. L. Daube, 1864), in Berlin (Rudolf Mosse, 1867) und in vielen anderen Städten wurden Annoncen-Expeditionen als pure Vermittler von Anzeigenraum gegründet, oder schon bestehende Unternehmen gründeten Filialen. Bald finanzierten sich Zeitungen zu mehr als 50 Prozent durch Anzeigenwerbung und wurden auch als Kapitalanlage interessant. Zunächst unterschieden sich die Anzeigen vom Layout nur wenig, und die Werbetreibenden mussten sich ein passendes redaktionelles Umfeld für ihre Reklame selbst suchen.
In den Jahrzehnten nach der Reichsgründung 1871 und im Zuge von Industrialisierung und Massenproduktion steigerte sich die Gestaltung der Anzeigen ins geradezu Marktschreierische. Die Annoncen-Expeditionen, allen voran Rudolf Mosse, pachteten nun den kompletten Anzeigenraum einiger Zeitungen und wurden somit von dessen bloßem Vermittler zum Anbieter von Anzeigenraum. Daneben berieten sie ihre Kunden nun auch bezüglich der Gestaltung und Platzierung der Annoncen.
1872 gründete Mosse das Berliner Tageblatt, 1889 die Berliner Morgenzeitung, kaufte Druckereien auf und baute seine Expedition zum Zeitungsverlag aus, womit er sich in Konkurrenz zu Verlagen wie Ullstein und Scherl begab. Den zu großen Medienunternehmen gewachsenen Annoncen-Expeditionen wurde vorgeworfen, (eigene) Zeitungen zu bevorzugen und deren inhaltliche Ausrichtung zu beeinflussen.
Zwischen 1918 und 1929 kam es zu heftigen Preiskämpfen zwischen den Annoncen-Expeditionen. Teilweise waren sie Spekulationsobjekte für fachfremde Investoren. Mitte der 1920er Jahre eröffneten auch die ersten Filialen US-amerikanischer Werbeagenturen in Deutschland, welche sämtlich als Full-Service-Agenturen auftraten.
1932 geriet die zu diesem Zeitpunkt größte Anzeigen-Expedition Rudolf Mosse in finanzielle Schwierigkeiten und ging über eine Treuhandorganisation in den Besitz der Ala (Allgemeine Anzeigen GmbH) über, die ihrerseits Teil des Hugenberg-Konzerns war. 
Mit dem Gesetz über Wirtschaftswerbung 1933 wurden die Annoncen-Expeditionen faktisch gleichgeschaltet und unterstanden nun der Kontrolle des Ministeriums für Volksaufklärung und Propaganda.